# Chiesa dei Santi Biagio e Nicola
La chiesa dei Santi Biagio e Nicola  è il principale luogo di culto cattolico di Scorrano, frazione di Cellino Attanasio, in provincia di Teramo ed è dedicata ai santi Biagio di Sebaste e Nicola di Bari.

## Descrizione
La chiesa è stata costruita nel 1513 su un alto colle sulla sponda orientale del fiume Vomano. Al suo interno custodisce una tela settecentesca rappresentante la Madonna del Rosario dal pittore Vincenzo Tudini (Fermo, 1730 - Teramo, 1787). L'edificio è stato ricostruito all'inizio del Novecento.